# 李彭年
李彭年（？—756年），唐朝邢州柏仁县（今河北省邢台市隆尧县）人，李怀远之孙，李景伯之子。
李彭年有吏才，善于剖析，被当时称道。开元年间，历任考功员外郎、知举，升任中书舍人、给事中、兵部侍郎。天宝初年，又为吏部侍郎，与右相李林甫关系好。羡慕山东著姓，结成婚姻，引进他们就任清贵之官，以抬高自己的门第。李彭年和李憕都有建造田宅别墅之癖。主管铨选七年，以赃污被御史中丞宋浑弹劾，流放到临贺郡。几个月后，宋浑和弟弟宋恕又以贪赃下狱，宋浑流放到岭南高要郡，宋恕流放到南康郡。天宝十二载（753年），李彭年起复为济阴郡太守，又转任冯翊郡太守，入朝为中书舍人、给事中、吏部侍郎。天宝十五载（756年），唐玄宗入蜀，安禄山叛军攻陷西京。李彭年被叛军俘虏，担任伪官，忧愤不得志，与韦斌相继而死。克复两京，赠李彭年为礼部尚书。其子李收、李孚。李收，官至給事中。其弟李喬年，官至右司郎中。